# Reziproke Zuneigung und Attraktivität
Dieser Artikel wurde auf der Qualitätssicherungsseite des Portals Soziologie eingetragen. Dies geschieht, um die Qualität der Artikel aus dem Themengebiet Soziologie auf ein akzeptables Niveau zu bringen. Hilf mit, die inhaltlichen Mängel dieses Artikels zu beseitigen, und beteilige dich an der Diskussion. (Artikel eintragen)
Reziproke Zuneigung und Attraktivität ist eine sozialpsychologische Theorie, die besagt, dass eine gegenseitige Zuneigung ein entscheidender Faktor für Attraktivität ist (reziproke Sympathie): Eine Person empfindet eine andere Person in dem Maße als attraktiv, wie sie annimmt, dass diese Person sie sympathisch findet und mag. Der Einfluss reziproker Zuneigung auf die Attraktivität wurde in Studien nachgewiesen (siehe auch Attraktivitätsforschung).

## Reziproke Zuneigung und Ähnlichkeit
Dem Ähnlichkeitsprinzip zufolge empfinden wir die Menschen am attraktivsten, die uns in unseren Einstellungen ähneln. Dies lässt sich darauf zurückführen, dass wir in Beziehungen mit Menschen, die sich deutlich von uns unterscheiden, weitaus mehr investieren müssen als in Beziehungen mit ähnlichen Menschen. Grundsätzlich werden Beziehungen bevorzugt, in die wenig investiert werden muss.
Reziproke Zuneigung kann jedoch über Unterschiedlichkeit hinweghelfen. Wenn wir von einer anderen Person gemocht werden, empfinden wir Unterschiede zwischen dem anderen und uns nicht mehr unbedingt als Hindernis für eine Beziehung.

## Studie von Gold, Ryckman & Mosley (1984)
In einer Studie von Gold, Ryckman und Mosley wurde überprüft, ob ein geringes Maß an Attraktivität durch romantische Stimmung auf ein höheres gesteigert werden kann. Das heißt, es wurde gemessen, ob Attraktivität höher in einer Situation eingestuft wird, in der romantische Stimmung induziert wurde.
An der Studie nahmen insgesamt 60 männliche Probanden teil, die zunächst einen Fragebogen mit 15 Testaufgaben zu ihren Einstellungen ausfüllen sollten. Fünf dieser Testaufgaben beschäftigten sich mit persönlichen Interessen (Sport, Musik etc.), die anderen zehn behandelten allgemeinere Themen wie Geld oder Gesetze.
Nachdem der jeweilige Proband seinen Fragebogen ausgefüllt hatte, bekam er eine Füllaufgabe. Währenddessen erstellte die Versuchsleiterin einen Scheinfragebogen, der sich in seinen Antworten zu 70 % von dem des Probanden unterschied. Der fertige Scheinfragebogen wurde als der von „Kathy“ ausgegeben, einer angeblich weiteren Probandin, mit der der Proband später zusammenarbeiten soll, und dem Probanden zum Lesen gegeben.
Tatsächlich handelt es sich bei Kathy um eine in das Experiment eingeweihte Person.
Die Versuchsleiterin schickte den männlichen Probanden anschließend unter dem Vorwand, es gebe eine kleine Verzögerung bei dem Experiment, in ein Wartezimmer.
Je nach Versuchsbedingung oder Gruppe, der der Proband zugeteilt war, unterschied sich der weitere experimentelle Verlauf:
- 1. Gruppe: Erzeugung romantischer Stimmung und Misattributionsmanipulation

Romantische Stimmung: Der Proband wurde im Wartezimmer mit Kathy bekannt gemacht. Kathy begann mit dem Probanden ein Gespräch über bestimmte Themen, die den Fragebogen von zuvor absichtlich nicht berührten, hielt Blickkontakt mit ihm und lehnte sich in seine Richtung.
Misattributionsmanipulation: Nach Dutton und Aron (1974) führt die Erwartung eines als unangenehm empfundenen Reizes dazu, dass sich männliche Probanden zu einer weiblichen Verbündeten mehr hingezogen fühlen. In der Studie von Gold, Ryckman und Mosley sollte ein solcher Effekt entstehen, indem den Probanden im Wartezimmer von der Versuchsleiterin mitgeteilt wurde, sie würde ihnen später Blut abnehmen.
- 2. Gruppe: Induktion von romantischer Stimmung

Der Verlauf des Experiments ist hier derselbe wie in der 1. Gruppe, nur dass die Misattribution Manipulation fehlte: Die Versuchsleiterin verließ den Raum, ohne die Blutabnahme zu erwähnen.
- 3. Gruppe: Kontrollgruppe

Die Probanden in der Kontrollgruppe bekamen Kathy nur kurz zu Gesicht, ehe Kathy den Raum zusammen mit der Versuchsleiterin verließ. Sie erhielten jedoch einen weiteren ausgefüllten Fragebogen von ihr, in dem sie sich zu denselben Themen äußert, die sie in Gruppe 1 und 2 anspricht.
Nach fünf Minuten wurde der jeweilige Proband unabhängig von der Versuchsbedingung aus dem Wartezimmer geholt und bekam einen letzten Fragebogen, in dem er Kathys Attraktivität anhand von Rating-Skalen einstufen und ihre Einstellungen aus dem ersten Fragebogen noch einmal rekonstruieren sollte.
Ergebnisse:
1. Es konnte ein signifikanter Effekt in Gruppe 2 nachgewiesen werden. Die Probanden bewerteten unter der Bedingung, dass romantische Stimmung induziert wurde, Kathys Attraktivität höher als in der Kontrollbedingung.
2. Allerdings gab es zwischen Gruppe 1 und 3 keinen signifikanten Unterschied. Die zusätzliche Misattribution Manipulation hob den Effekt der romantischen Stimmung auf, anstatt ihn zu unterstützen, so dass die Probanden Kathy als gleich attraktiv empfanden wie in der Kontrollbedingung.

Um herauszufinden, woran es gelegen hatte, dass sich Gruppe 1 nicht von der Kontrollgruppe unterschied, wurde ein zweites Experiment durchgeführt.
Gold, Ryckman und Mosley vermuteten den Grund darin, dass die Versuchsleiterin, wenn sie die Blutabnahme ankündigte 1. angab, sie selbst würde dem Probanden das Blut abnehmen und 2. einen weißen Kittel trug (und dadurch besonders glaubwürdig wirkte). Dadurch, so wurde angenommen, fixierte sich der Proband möglicherweise zu sehr auf sie anstatt auf Kathy.
Bei dem zweiten Experiment nahmen 15 männliche Probanden teil, die wieder in drei Gruppen eingeteilt wurden. Der experimentelle Ablauf war größtenteils derselbe wie im oberen Experiment, allerdings waren die Gruppen andere: Wieder gab es eine Gruppe, in der nur romantische Stimmung induziert wurde (entsprechend Gruppe 2 oben). In einer anderen Gruppe erschien die Versuchsleiterin wieder im weißen Kittel und behauptete, sie würde das Blut abnehmen (entspricht Gruppe 1 oben). In der dritten Gruppe jedoch trug die Versuchsleiterin keinen weißen Kittel und sagte, ein dem Probanden fremder, männlicher Arzt würde das Blut abnehmen.
Tatsächlich konnten signifikante Unterschiede festgestellt werden, je nachdem, ob die Versuchsleiterin den weißen Kittel trug und das Blut selbst abnahm oder nicht.
Insgesamt lässt sich festhalten, dass die positive Interaktion von „Kathy“ mit den männlichen Probanden dazu führte, dass sie von ihnen als attraktiver eingestuft wurde, obwohl sie sich in ihren Einstellungen zu 70 % von den Probanden unterschied.
Außerdem gab es bei den Probanden eine Tendenz, Kathy als sich ähnlicher zu empfinden, obwohl sie Kathys Einstellungen durchaus richtig rekonstruieren konnten (also nicht verzerrten). Mögliche Erklärungen hierfür wären, dass sie der Unterschiedlichkeit zwischen Kathy und ihnen selbst weniger Bedeutung zumaßen als sonst oder ihre eigenen Einstellungen denen von Kathy angepasst hatten.

## Reziproke Zuneigung und selbsterfüllende Prophezeiung
Selbsterfüllende Prophezeiungen spielen für das Entstehen reziproker Zuneigung eine große Rolle. Unser Verhalten variiert je nachdem, ob wir annehmen, von einer anderen Person gemocht oder nicht gemocht zu werden. Glauben wir, dass jemand uns mag, verhalten wir uns offener, gesprächsbereiter und liebenswerter. Gehen wir davon aus, nicht gemocht zu werden, verhalten wir uns dementsprechend abweisend.
Wie wir uns verhalten, beeinflusst nun aber tatsächlich die Gefühle eines anderen. Natürlich ist es für den anderen in der Regel einfacher, uns zu mögen, wenn wir uns liebenswert geben. Auch Gespräche sind dann einfacher, wenn wir uns gesprächig und freundlich zeigen.
Auf diese Weise ist es möglich, dass unsere ursprüngliche Erwartungshaltung, ob wir gemocht werden, schließlich dazu führt, entweder gemocht oder nicht gemocht zu werden.

## Studie von Curtis & Miller (1986)
In einer Studie von Rebecca Curtis und Kim Miller wurde 1986 der Einfluss von selbsterfüllender Prophezeiung auf reziproke Zuneigung untersucht. Dazu wurden 60 Versuchspersonen (54 weibliche und 6 männliche Studierende) in Paare eingeteilt, die jeweils aus einer Ziel- und einer Versuchsperson bestanden. Die Paare wurden randomisiert den Versuchsbedingungen zugewiesen, also entweder der Bedingung „gegenseitiges Mögen“ oder „Nicht-Mögen“.
Die Paare bekamen zunächst fünf Minuten Zeit, einander kennenzulernen. Danach erhielt jeder einzelne Proband einen Fragebogen, in dem er Fragen zu seiner eigenen Persönlichkeit gestellt bekam, zum Beispiel, ob der Proband sich als schüchtern, extrovertiert oder gesprächig einschätzt. Diese Fragen dienten dazu, die Wirkung des Probanden auf andere bzw. seine Liebenswürdigkeit oder seinen Sympathie-Faktor zu erfassen. Anschließend wurden die Versuchspersonen über Verlauf und Ziel des Experiments aufgeklärt.
Dagegen wurden die Zielpersonen getäuscht: Je nachdem, in welcher Versuchsbedingung sich die jeweilige Zielperson befunden hatte, wurde ihr Glauben gemacht, dass die Versuchsperson, mit der sie ein Paar bildete, sie entweder mag oder nicht mag aufgrund von falscher Information, die der Versuchsleiter der Versuchsperson gegeben hatte. Die Zielpersonen bekamen zudem zwei gefälschte Fragebögen zu sehen. Der Erste war ein Fragebogen, den der Versuchsleiter angeblich der Versuchsperson gegeben hatte, mit der Behauptung, er sei von der Zielperson ausgefüllt worden, obwohl er vom Versuchsleiter ausgefüllt worden war. Der Zweite war ein Fragebogen, den die Versuchsperson angeblich ausgefüllt hatte und in dem sie angab, wie sympathisch ihr die Zielperson nun nach dem Lesen des (gefälschten) Fragebogens war (je nach Bedingung sehr oder überhaupt nicht sympathisch). Die Zielperson wurde zudem getäuscht, dass es im weiteren Verlauf des Experiments um das Verhalten der Versuchsperson ginge und nicht um ihr eigenes. Das sollte sicherstellen, dass sie sich möglichst natürlich verhielt.
Versuchs- und Zielperson wurden dann wieder für 10 Minuten zusammen gebracht und bekamen Themen vorgegeben, über die sie sich unterhalten sollten. Während ihrer Interaktion wurde beobachtet, wie oft wer von ihnen die Konversation begann, wie viele Fragen sie einander stellten, wie oft Kritik, Lob, Zustimmung, Ablehnung und Sarkasmus geäußert sowie Ähnlichkeiten und Unähnlichkeiten bemerkt wurden. Es wurden ebenfalls der generelle Tonfall, die Laune der Probanden und ihre Offenheit berücksichtigt.
Ergebnisse
- Tatsächlich verhielten sich die Zielpersonen je nach ihrer Erwartung, von der Versuchsperson gemocht oder nicht gemocht zu werden, anders. Wurden sie angeblich gemocht, benahmen sie sich zum Beispiel offener, stellten mehr Fragen und trieben die Konversation voran. Ihr Verhalten beeinflusste wiederum das der Versuchsperson.
- Ratings, wie sehr die andere Person im Anschluss an die zehnminütige Interaktion gemocht wurde, zeigten zudem, dass Ziel- und Versuchsperson einander tatsächlich mehr mochten, wenn sie sich in der Bedingung „gegenseitiges Mögen“ befunden hatten.

Curtis und Miller gelang es mit dieser Studie zu zeigen, dass durch die eigene Erwartung, gemocht zu werden, begünstigt wird, dass Menschen einen mögen. Wer davon ausgeht, nicht gemocht zu werden, trägt möglicherweise zur eigenen Unbeliebtheit bei.